# USL Dunkerque
USL Dunkerque (tiếng Pháp: Union Sportive du Littoral de Dunkerque) là một câu lạc bộ bóng đá Pháp có trụ sở tại xã Dunkirk. Đội bóng sẽ thi đấu tại Ligue 2 từ mùa giải 2023–24 sau khi thăng hạng từ Championnat National ở mùa giải 2022–23. Màu sắc trang phục của đội là trắng và xanh. Đôi thi đấu các trận đấu trên sân nhà của họ tại Stade Tribut ở Dunkirk.

## Lịch sử
Câu lạc bộ được thành lập vào năm 1909 và chưa bao giờ chơi ở giải đấu nào cao hơn Ligue 2. Đội đã từng lọt vào bán kết Coupe de France vào năm 1929 và tứ kết bốn lần vào các năm 1930, 1937, 1968 và 1971.
Câu lạc bộ được liên kết với và đã có mối quan hệ với Dartford FC đến từ Kent, Anh.

## Danh dự
- Division Honneur: Bảng Nord-Pas-de-Calais
  - Vô địch: 1960

## Jean-Marc Bosman
Năm 1990, cầu thủ người Bỉ Jean-Marc Bosman đã tìm cách chuyển từ RFC Liège ở quê nhà sang USL Dunkerque sau khi hết hạn hợp đồng ở Bỉ. Tuy nhiên, RFCL yêu cầu một khoản phí chuyển nhượng, phá vỡ bước đi được đề xuất. Bosman sau đó đã kiện để hệ thống dự trữ này bị đặt ra ngoài vòng pháp luật, và vào năm 1995, ông đã thắng kiện trước Tòa án Công lý Châu Âu. Phán quyết của ECJ, được biết đến từ khi còn là phán quyết của Bosman, đã dẫn đến những thay đổi lớn về cấu trúc trong kinh doanh bán hợp đồng của các cầu thủ bóng đá châu Âu.

## Cầu thủ

### Đội hình hiện tại
Tính đến 2 tháng 2 năm 2024
Ghi chú: Quốc kỳ chỉ đội tuyển quốc gia được xác định rõ trong điều lệ tư cách FIFA. Các cầu thủ có thể giữ hơn một quốc tịch ngoài FIFA.
| Số | VT | Quốc gia    | Cầu thủ                                |
| -- | -- | ----------- | -------------------------------------- |
| 1  | TM | Pháp        | Lucas Lavallée (cho mượn từ PSG)       |
| 2  | HV | Pháp        | Alioune Ba                             |
| 3  | HV | Togo        | Loïc Bessilé                           |
| 4  | HV | Pháp        | Nehemiah Fernandez-Veliz               |
| 5  | HV | Pháp        | Rémy Boissier                          |
| 7  | HV | Pháp        | Yohan Bilingi                          |
| 8  | TV | Pháp        | Tidiane Keita                          |
| 9  | TĐ | Pháp        | Samy Baghdadi                          |
| 10 | TV | Pháp        | Julien Anziani                         |
| 11 | TV | Cameroon    | François Mughe (cho mượn từ Marseille) |
| 13 | HV | Guadeloupe  | Junior Senneville                      |
| 14 | TĐ | Bờ Biển Ngà | Moussa Guel (cho mượn từ Samsunspor)   |
| 15 | HV | Maroc       | Achraf Laâziri (cho mượn từ Lyon)      |
| 16 | TM | Pháp        | Arnaud Balijon                         |

| Số | VT | Quốc gia     | Cầu thủ                             |
| -- | -- | ------------ | ----------------------------------- |
| 18 | TĐ | Pháp         | Gaëtan Courtet                      |
| 19 | HV | Comoros      | Benjaloud Youssouf                  |
| 20 | TV | Pháp         | Enzo Bardeli                        |
| 21 | TĐ | Bờ Biển Ngà  | Armand Gnanduillet                  |
| 22 | HV | Pháp         | Driss Trichard                      |
| 24 | TĐ | Guinée       | Elhadj Bah (cho mượn từ Samsunspor) |
| 25 | TV | Bờ Biển Ngà  | Jean-Philippe Gbamin                |
| 26 | HV | Guiné-Bissau | Opa Sanganté                        |
| 27 | TV | Pháp         | Rayan Ghrieb                        |
| 28 | HV | Pháp         | Demba Thiam                         |
| 29 | TV | Panama       | Ángel Orelien                       |
| 80 | TV | Pháp         | Gessime Yassine                     |
| 92 | TV | Maroc        | Aïman Maurer (cho mượn từ Clermont) |
| —  | HV | Bỉ           | Bram Lagae (cho mượn từ Gent)       |

### Cho mượn
Ghi chú: Quốc kỳ chỉ đội tuyển quốc gia được xác định rõ trong điều lệ tư cách FIFA. Các cầu thủ có thể giữ hơn một quốc tịch ngoài FIFA.
| Số | VT | Quốc gia | Cầu thủ                                                               |
| -- | -- | -------- | --------------------------------------------------------------------- |
| —  | HV | Pháp     | Geoffrey Kondo (tại Furiani-Agliani cho đến ngày 30 tháng 6 năm 2024) |
| —  | TV | Pháp     | Guiry Egny (tại Paris 13 Atletico cho đến ngày 30 tháng 6 năm 2024)   |

| Số | VT | Quốc gia               | Cầu thủ                                                              |
| -- | -- | ---------------------- | -------------------------------------------------------------------- |
| —  | TĐ | Pháp                   | Luderic Etonde (tại Stade Briochin cho đến ngày 30 tháng 6 năm 2024) |
| —  | TĐ | Cộng hòa Dân chủ Congo | Freddy Mbemba (tại Nîmes cho đến ngày 30 tháng 6 năm 2024)           |

## liên kết ngoài
- Trang web chính thức của USL Dunkerque